# Quella sporca dozzina (album)
Quella sporca dozzina è una compilation di hip hop italiano. Il progetto, collegato alla trasmissione di Rai 2 Quei Bravi Ragazzi, unisce cinema e musica, descrivendo in dodici pezzi altrettanti film. Il pezzo realizzato dai OneMic è intitolato Fight Club 2.0 perché la prima versione è presente come bonus track sul disco solista di Raige, Tora-ki.

## Tracce
1. Bassi Maestro – Trinità
2. Pesi Piuma – L'Avvocato del diavolo
3. Ape – Il grande Lebowski
4. OneMic – Fight Club 2.0
5. Alessio Beltrami – Eyes Wide Shut
6. Santo Trafficante – Donnie Brasco
7. Babaman – King Kong
8. Esa A.K.A. Da Funky Prez – Se mi lasci ti cancello
9. Stokka & MadBuddy – Lost in Translation
10. Marracash – La via di Carlito
11. The Lickerz – Old Boy
12. Originalbabuzziband – Lo strappo